# Lars Fredrik Nilson

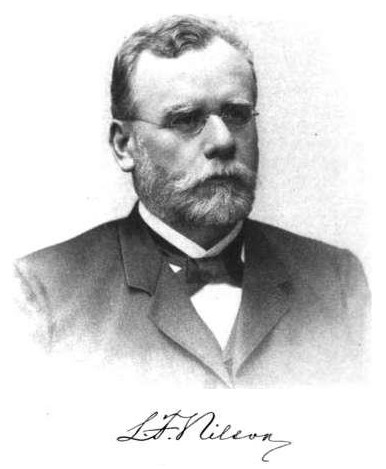
Ritratto di Lars Fredrik Nilson

Lars Fredrik Nilson (Skönberga, 27 maggio 1840 – Stoccolma, 14 maggio 1899) è stato un chimico svedese.
Scoprì lo scandio nel 1879.

## Biografia
Era figlio di Nikolaus Nilson, un contadino. La famiglia si trasferì nel Gotland quando Lars Fredrik era giovane. Dopo essersi diplomato, Lars Fredrik si immatricolò all'Università di Uppsala, dove studiò scienze naturali. Il suo talento per la chimica attirò l'attenzione del professore Lars Svanberg, che era stato allievo di Jöns Jakob Berzelius.
Nel 1874 Nilson divenne professore associato di chimica e da allora poté dedicare maggior tempo alla ricerca. Mentre lavorava sulle terre rare, nel 1879 scoprì lo scandio. In questo periodo studiò anche la densità dei gas dei metalli, che rese possibile determinare la valenza di vari metalli.
Nel 1882 divenne direttore del dipartimento di ricerca chimica dell'Accademia reale svedese di agricoltura e silvicoltura. Da allora la sua ricerca prese una nuova direzione e si occupò del latte vaccino e di colture per mangime.
Nilson fu membro di numerose accademie e ottenne parecchi riconoscimenti, fra cui l'Ordine della Stella Polare.